# Freccia del Brabante 2005
La Freccia del Brabante 2005, quarantacinquesima edizione della corsa, valida come evento del circuito UCI Europe Tour 2005 categoria 1.1, fu disputata il 27 marzo 2005 per un percorso di 198,3 km. Fu vinta dallo spagnolo Óscar Freire, al traguardo in 4h31'16" alla media di 43,861 km/h.
Furono 75 i ciclisti che portarono a termine il percorso.

## Ordine d'arrivo (Top 10)
| Pos. | Corridore       | Squadra         | Tempo    |
| ---- | --------------- | --------------- | -------- |
| 1    | Óscar Freire    | Rabobank        | 4h31'16" |
| 2    | Marc Lotz       | Quick Step      | s.t.     |
| 3    | Axel Merckx     | Davitamon       | s.t.     |
| 4    | Wim Van Huffel  | Davitamon       | a 41"    |
| 5    | Karsten Kroon   | Rabobank        | a 42"    |
| 6    | George Hincapie | Discovery Ch.   | s.t.     |
| 7    | Nick Nuyens     | Quick Step      | s.t.     |
| 8    | Simon Gerrans   | AG2R            | s.t.     |
| 9    | Vladimir Gusev  | CSC             | s.t.     |
| 10   | Sébastien Joly  | Crédit Agricole | s.t.     |